# Chantons Brassens
 (juillet 2017).
Si vous disposez d'ouvrages ou d'articles de référence ou si vous connaissez des sites web de qualité traitant du thème abordé ici, merci de compléter l'article en donnant les références utiles à sa vérifiabilité et en les liant à la section « Notes et références ».
Chantons Brassens est une compilation, sortie en 1992, de plusieurs artistes français qui reprennent les chansons du poète auteur-compositeur-interprète français Georges Brassens.
La compilation est composée de deux disques où, dans le second, l'Orchestre (qui accompagne les artistes) rejoue, en version instrumentale les morceaux du premier.
En 1996, l'album est réédité sous le nom Ils chantent Brassens avec 4 morceaux supplémentaires et un ordre de passage des titres légèrement différent.
Les arrangements sont de Joël Favreau, le guitariste français ayant accompagné Brassens durant sa carrière.

## Liste des titres

### Chantons Brassens
Toutes les chansons sont écrites et composées par Georges Brassens, sauf annotations.
| No  | Titre                                                | Interprète(s)                          | Durée |
| --- | ---------------------------------------------------- | -------------------------------------- | ----- |
| 1.  | Saturne                                              | Philippe Léotard                       | 2:47  |
| 2.  | Je me suis fait tout petit                           | Michel Fugain                          | 3:45  |
| 3.  | Pénélope                                             | Catherine Le Forestier et Joël Favreau | 2:48  |
| 4.  | Chanson pour l'Auvergnat                             | Manu Dibango                           | 2:55  |
| 5.  | Les Passantes (Poème d'Antoine Pol)                  | Francis Cabrel                         | 4:45  |
| 6.  | Celui qui a mal tourné                               | Renaud                                 | 2:14  |
| 7.  | Il n'y a pas d'amour heureux (Poème de Louis Aragon) | Françoise Hardy                        | 2:18  |
| 8.  | Le Temps ne fait rien à l'affaire                    | Alain Souchon                          | 2:22  |
| 9.  | Les Amoureux des bancs publics                       | Romain Didier                          | 2:30  |
| 10. | La Complainte des filles de joie                     | Josiane Balasko                        | 2:42  |
| 11. | Embrasse-les tous                                    | Maxime Le Forestier                    | 2:12  |
| 12. | Le Vingt-deux septembre                              | Joël Favreau                           | 3:36  |
| 13. | Le Gorille                                           | Pierre Richard                         | 3:34  |
| 14. | Les Copains d'abord                                  | L'Orchestre                            | 3:31  |

### Ils chantent Brassens
Toutes les chansons sont écrites et composées par Georges Brassens, sauf annotations.
| 1.    | Les Funérailles d'antan                              | Chanson plus bifluorée                 | 3:58 |
| 2.    | Les Passantes (Poème d'Antoine Pol)                  | Francis Cabrel                         | 4:41 |
| 3.    | Pénélope                                             | Catherine Le Forestier et Joël Favreau | 2:51 |
| 4.    | Saturne                                              | Philippe Léotard                       | 2:52 |
| 5.    | Chanson pour l'Auvergnat                             | Manu Dibango                           | 2:58 |
| 6.    | Le parapluie                                         | Salvatore Adamo                        | 2:51 |
| 7.    | Celui qui a mal tourné                               | Renaud                                 | 2:17 |
| 8.    | Je me suis fait tout petit                           | Michel Fugain                          | 3:48 |
| 9.    | Embrasse-les tous                                    | Maxime Le Forestier                    | 2:15 |
| 10.   | Il n'y a pas d'amour heureux (Poème de Louis Aragon) | Françoise Hardy                        | 2:18 |
| 11.   | Le temps ne fait rien à l'affaire                    | Alain Souchon                          | 2:23 |
| 12.   | Brave Margot                                         | Richard Gotainer                       | 3:16 |
| 13.   | La cane de Jeanne                                    | Henri Dès                              | 1:24 |
| 14.   | Les Amoureux des bancs publics                       | Romain Didier                          | 2:32 |
| 15.   | La Complainte des filles de joie                     | Josiane Balasko                        | 2:45 |
| 16.   | Le vingt-deux septembre                              | Joël Favreau                           | 3:37 |
| 17.   | Le Gorille                                           | Pierre Richard                         | 3:36 |
| 18.   | Les Copains d'abord                                  | L'Orchestre                            | 3:31 |
| 53:54 |                                                      |                                        |      |

## Crédits
| - Joël Favreau : guitare - Richard Galliano : accordéon, bandonéon, trombone - Jean-Charles Capon : violoncelle - Pierre Michelot : contrebasse - Thierry Arpino : batterie - Francis Cournet : saxophone alto, saxophone ténor, clarinette, flûte - Gérard Niobey : guitare rythmique - Pierre Dutour : trompette, bugle - Michel Godard : tuba | - Composition : Georges Brassens - Production, direction d'orchestre, arrangements : Joël Favreau - Enregistrement : Patrick Bataillard - Artwork : Claude Caudron - Photographie : Fred Mella |